# Anton Bonaventura Jeglič

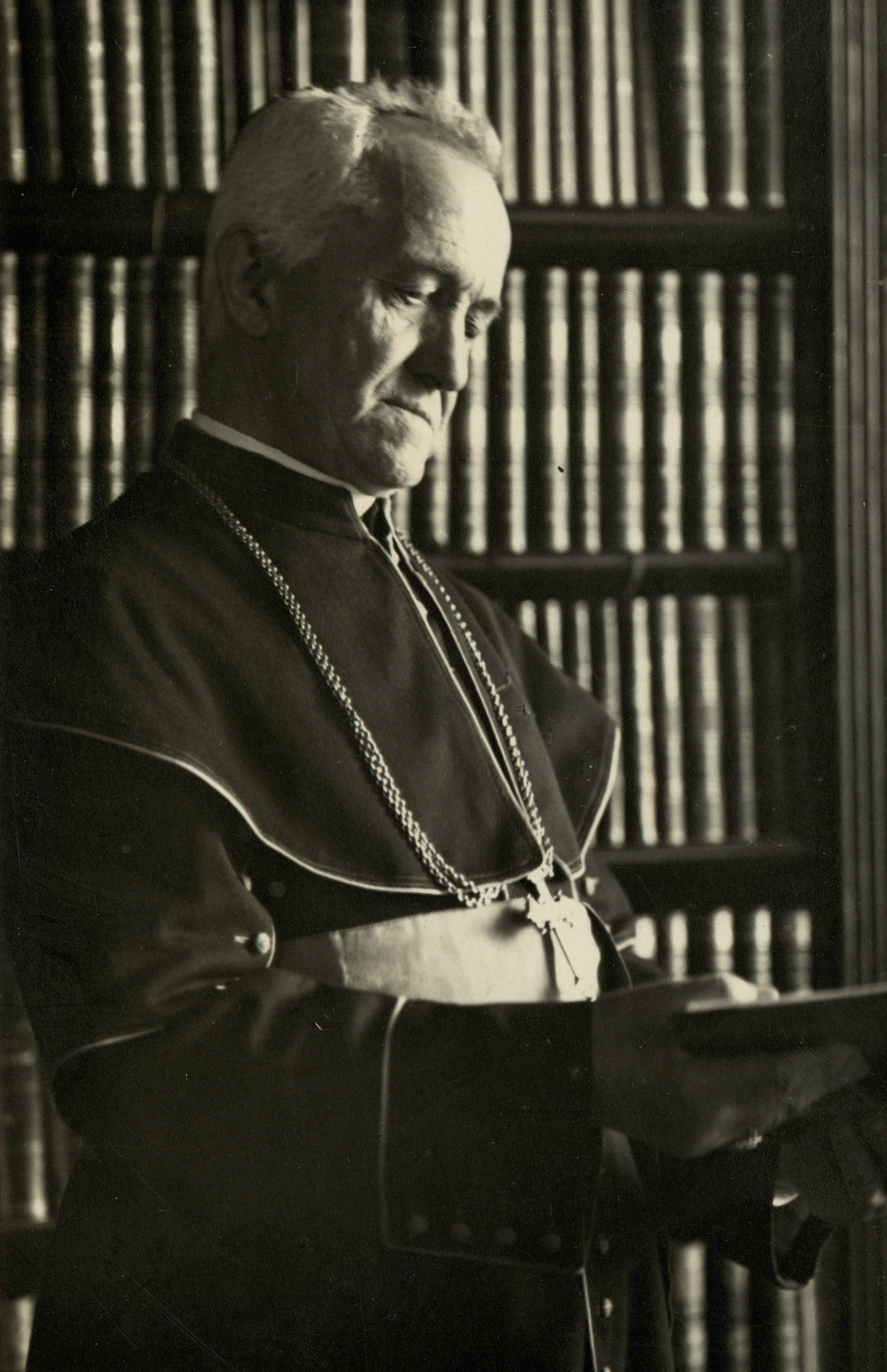
Anton Bonaventura Jeglič

Anton Bonaventura Jeglič (* 29. Mai 1850 in Begunje na Gorenjskem, Kronland Krain, Österreich-Ungarn; † 1. Juli 1937 in Stična) war von 1898 bis 1930 römisch-katholischer Bischof von Ljubljana.

## Leben
Anton Jeglič empfing am 29. Mai 1850 die Priesterweihe.
Am 13. August 1897 wurde er zum Titularbischof von Siunia ernannt. Am 12. September desselben Jahres spendete ihm der Erzbischof von Vrhbosna, Josef Stadler die Bischofsweihe. Am 24. März 1898 wurde er zum Bischof von Ljubljana ernannt. Mit seiner Emeritierung am 17. Mai 1930 wurde er zum Titularerzbischof von Garella ernannt.
Anton Bonaventura Jeglič starb am 1. Juli 1937 im Alter von 87 Jahren in Stična (dt. Sittich).